# Jaxea novaezealandiae
Jaxea novaezealandiae is een tienpotigensoort uit de familie van de Laomediidae. De wetenschappelijke naam van de soort is voor het eerst geldig gepubliceerd in 1966 door Wear & Yaldwyn.